# Еленовка (Дагестан)
Еленовка — упразднённый хутор в Бабаюртовском районе Дагестана. Покинут в 1919 г.

## География
Располагался в 2 км к югу от села Адиль-Янгиюрт, на правом берегу канала имени Дзержинского.

## История
В 1900 г. состоял из 40 дворов. По данным на 1914 г. хутор Еленовка состоял из 30 дворов, во владении хутора находилось 960 десятин земли, в том числе 900 — удобной. В административном отношении подчинялся селу Адиль-Юрт 2-го участка Хасавюртовского округа Терской области. Разорен[кем?] и покинут населением в 1919 г. В 1929 г. в списке административно-территориальных единиц данный населенный пункт уже не значится.

## Население
В 1900 г. проживал 231 человек — русские, православные. В 1914 г. на хуторе проживало 186 человек (90 мужчин и 96 женщин), 100 % населения — русские.